# مجلس النواب الياباني
مجلس النواب الياباني (باليابانية: 衆議院 شوغيين) هو أحد مجلسي البرلمان الياباني، أما المجلس الآخر فهو مجلس المستشارين.
يضم مجلس النواب 480 عضوًا يختارون بالانتخاب كل أربع سنوات، 180 منهم ينتخبون من 11 دائرة انتخابية عن طريق التمثيل النسبي و 300 ينتخبون بطريق المقاعد الفردية.
لمجلس النواب نفوذ أكبر من مجلس المستشارين حيث يحق له إيقاف تمرير القوانين حتى إن عارضها مجلس المستشارين إن وافق عليها ثلثا أعضاء مجلس النواب.

## شروط الترشيح
- يجب أن يكون عمر المرشح لا يقل عن 25 سنة للترشيح لمجلس النواب
- أن يحمل الجنسية اليابانية.

## وصلات خارجية
- الموقع الرسمي لمجلس النواب الياباني باللغة الإنكليزية